# دولت ششم جمهوری اسلامی ایران
دولت ششم جمهوری اسلامی ایران به ریاست اکبر هاشمی رفسنجانی کار خود را رسماً از ۱۲ مرداد ۱۳۷۲ آغاز کرد.

## اعضای کابینه
مجلس چهارم شورای اسلامی به محسن نوربخش، وزیر پیشنهادی وزارت اقتصاد و دارایی رأی اعتماد نداد و هاشمی در نهایت، مرتضی محمدخان را به عنوان وزیر پیشنهادی معرفی کرد. از دیگر موارد قابل توجه در فرایند تأیید این کابینه می‌توان به ریزش آراء شدید محمدرضا نعمت‌زاده و غلامرضا آقازاده اشاره کرد و آن‌ها با اختلاف رأی ناچیز موفق شدند رأی اعتماد نمایندگان را کسب کنند.

### جلسه رای اعتماد
- وزارت نیرو: بیژن نامدار زنگنه، ۲۰۲ رأی موافق
- وزارت نفت: غلامرضا آقازاده، ۱۳۴ رأی موافق
- وزارت معادن و فلزات: حسین محلوجی، ۱۶۶ رأی موافق
- وزارت مسکن و شهرسازی: عباس احمد آخوندی، ۱۹۳ رأی موافق
- وزارت فرهنگ و ارشاد اسلامی: سید مصطفی میرسلیم، ۱۷۸ رأی موافق
- وزارت صنایع: محمدرضا نعمت‌زاده، ۱۹۴ رأی موافق
- وزارت راه و ترابری: اکبر ترکان، ۱۷۶ رأی موافق
- وزارت آموزش و پرورش: محمدعلی نجفی، ۱۴۷ رأی موافق
- وزارت تعاون: غلامرضا شافعی، ۲۲۹ رأی موافق
- وزارت اقتصاد و دارایی: مرتضی محمدخان، ۱۵۱ رأی موافق
- وزارت امور خارجه: علی‌اکبر ولایتی، ۲۰۷ رأی موافق
- وزارت بازرگانی: یحیی آل اسحاق، ۲۲۲ رأی موافق
- وزارت بهداشت، درمان و آموزش پزشکی: علیرضا مرندی، ۲۴۶ رأی موافق
- وزارت پست و تلگراف و تلفن: سید محمد غرضی، ۱۹۲ رأی موافق
- وزارت دادگستری: اسماعیل شوشتری، ۲۳۳ رأی موافق
- وزارت دفاع و پشتیبانی: محمد فروزنده، ۲۳۳ رأی موافق
- وزارت صنایع سنگین: محمدهادی نژادحسینیان، ۲۳۱ رأی موافق
- وزارت فرهنگ و آموزش عالی: سید محمدرضا هاشمی گلپایگانی، ۲۲۰ رأی موافق
- وزارت کار و امور اجتماعی: حسین کمالی، ۲۲۲ رأی موافق
- وزارت کشاورزی: عیسی کلانتری، ۲۱۵ رأی موافق
- وزارت کشور: علی‌محمد بشارت جهرمی، ۲۲۵ رأی موافق
- وزارت جهاد سازندگی: غلامرضا فروزش، ۱۵۲ رأی موافق
- وزارت اطلاعات: علی فلاحیان، ۲۰۴ رأی موافق

## یادداشت
1. ↑  ادغام وزارت صنایع سنگین در وزارت صنایع، ۵ مهر ۱۳۷۳ ابلاغ شد.[۷]